# Camille Sudre
Camille Sudre (Royat, 25 marzo 1948) è un politico francese.

## Biografia
Medico di professione, nel 1973 a Grenoble incontra Margie Sudre, con la quale si trasferisce nella Riunione nel 1976 e con cui si sposerà undici anni dopo.
Con lei fonda Radio Free Dom il 29 giugno 1981 a Saint-Denis, poi fonda nel marzo 1986 un canale televisivo con lo stesso nome che trasmette illegalmente fino al 1991. Questa iniziativa lo porta a scontrarsi frequentemente con la legge, motivo per cui viene assistito dall'avvocato Jacques Vergès, fratello di Paul Vergès, esponente comunista della Riunione. Dopo aver rifiutato di conformarsi alla legge, in occasione degli eventi del Chaudron nel febbraio 1991 si vede sequestrato i trasmettitori della sua emittente.
Entra in politica nel 1989 come vicesindaco di Saint-Denis. Il 27 marzo 1992 succede a Pierre Lagourgue come presidente del consiglio regionale di La Riunione, nella cui veste si rende promotore delle politiche di uguaglianza sociale con la Francia metropolitana. A 44 anni è il presidente più giovane di questa istituzione. La sua elezione viene però annullata dal Consiglio di Stato nel maggio 1993. Rimane in carica fino al 25 giugno, data in cui la moglie gli succede alla guida del consiglio regionale dopo nuove elezioni, mentre lui diviene primo vicepresidente. Margie Sudre in seguito si allontanerà rapidamente dalle sue idee politiche per avvicinarsi alla destra.
Alle elezioni legislative del 1993 viene sconfitto nella 5ª circoscrizione elettorale di La Riunione da Jean-Paul Virapoullé (UDF). Per un breve periodo ricopre la carica di sindaco ad interim di Saint-Denis nel marzo 1994, in seguito alle dimissioni di Gilbert Annette. Rieletto consigliere regionale nel 1998,nel 2004 e nel 2010, diventa primo vicepresidente del consiglio regionale sotto la presidenza di Paul Vergès.
In seguito manterrà un profilo più discreto, riducendo il numero delle sue apparizioni pubbliche, durante le quali indossa sempre un top bianco. Nel 2023 non parteciperà ai festeggiamenti del 40° anniversario della fondazione del consiglio regionale di La Riunione, di cui è stato presidente e poi primo vicepresidente per diciotto anni.